# Tay
Tay (skotskou gaelštinou Tatha, anglicky River Tay) je nejdelší řeka ve Skotsku a šestá nejdelší ve Spojeném království. Délka toku je 188 km a rozloha povodí činí 4970 km².

## Průběh toku
Tay protéká územím jihovýchodní části Highlands od jezera Loch Tay, kde začíná svou pouť, až k pobřeží Severního moře na východě země. Její povodí se do značné míry kryje se skotskou správní oblastí Perth and Kinross.

### Města na toku
Aberfeldy, Dunkeld, Perth; v estuáru: Newburgh, Dundee, Newport-on-Tay

## Vodní režim
Průměrný průtok vody je 169 m³/s.

## Přítoky
Zdrojnice (přítoky do Loch Tay): Dochart, Lochay
Zleva: Lyon, Tummel, Isla
Zprava: Braan, Almond, Earn